# Zasavska Sveta gora
Zasavska Sveta gora ali s starejšim imenom Sveta gora nad Litijo je 852 m visok hrib, ki se nahaja na levi strani reke Save.
Tu stoji znana romarska cerkev posvečena Materi božji. Od tu se razprostira razgled po celi Sloveniji, od Triglava do Pohorja pa vse tja do Snežnika. Gora je dostopna z avtomobilom iz treh smeri, na njo pa vodijo tudi številne pešpoti.

## Cerkev
Romarska cerkev ima zelo dolgo ter zapleteno stavbno zgodovino. Glede na izkopanine katere so tu izkopali, sega poseljenost te vzpetine daleč nazaj. Tu naj bi še pred prvo krščansko cerkvijo stalo pogansko svetišče. Cerkev se prvič pisno omenja že leta 1250. Cerkev je bila sprva romanska, druga pa gotska. Gotsko stavbo so leta 1704 po novem okusu barokizirali. Cerkev je bila večkrat tarča strelnih udarov, zato je skozi leta doživela več obnov in z njimi gotovo tudi stilne spremembe. 
Posebnost te cerkve je, da jo obdaja mogočno obzidje, katero je nekoč služilo za obrambo pred turškimi vpadi. Ko je turška nevarnost minila, so ga deloma znižali. Na severni strani so ga kasneje podrli, ker so potrebovali prostor za dozidavo stranske kapeli. Za obzidjem stoji zvonik, kateri je v času turških vpadov služil kot obrambni stolp. Na njem so še danes ohranjene strelne line.

## Planinski dom
Prvo planinsko zavetišče je bilo v gospodarskem objektu poleg župnišča, kjer so imeli le en majhen prostor. Ta je služil kot jedilnica in spalnica hkrati. Svoj dom so začeli graditi leta 1930 ter ga dokončali naslednje leto. Dom je bil lesen in je imel kuhinjo, dve jedilnici ter pet sob za goste. Po predsedniku društva so dom poimenovali Tomazinova koča. Med II. svetovno vojno so kočo 15. maja 1943 požgali partizani, da se v njej ne bi nastanili nemški vojaki
Leta 1946 so Tomazinovo kočo zasilno obnovili, še istega leta pa so začeli z deli za nov planinski dom na pogorišču nekdanje šole. Tri leta kasneje je bil dom dokončan in predan svojemu namenu. Vendar se je tudi slednjemu pripetila nesreča. V noči iz 1. na 2. november 1974 je požar zanetila električna napeljava. 
Sklenili so, da je dom potreben takojšnje obnove. S pomočjo dobrotnikov, ki so podarili les in ostale gradbene materiale, in prostovoljcev, kateri so pomagali pri gradnji, so dom obnovili v pičlih dveh letih. Tako dom, kot ga poznamo danes, še vedno stoji nespremenjen že od leta 1976.

## Ljudsko izročilo
Pred Turki so ljudje našli zatočišče za tukajšnjim obzidjem. Ko so Turki pridrveli do kapele, je po ljudskem izročilu Kristus proseče proti nebu dvignil sklonjeno glavo. Konj, vodje turške čete, se je preplašil in vrgel poveljnika s sedla, prestrašeni Turki pa so se razbežali in se niso nikoli več vrnili. Prizor je upodobljen v kapeli pod cerkvijo.